# Борулах (приток Амги)
Борула́х (также Боруулаах) — река в Якутии (Россия), левый приток Амги, принадлежит к бассейну реки Лены. Протекает по территории Амгинского улуса Якутии. Длина — 146 км, площадь водосборного бассейна составляет 1370 км².
Берёт начало на востоке Приленского плато, к юго-востоку от национального парка «Ленские столбы», почти на границе с Хангаласским улусом, на высоте более 360 метров над уровнем моря. Течёт преимущественно в южном и юго-восточном направлении, по холмистой тайге с преобладанием лиственницы. Впадает в Амгу слева в 678 км от её впадения в Алдан, ниже впадения Мундуруччу, на высоте менее 183 м над уровнем моря. Ширина в нижнем течении не превышает 20 м. Замерзает с середины октября до второй половины мая.
Основной приток — река Утах длиной 24 км (правый).

## Данные водного реестра
По данным государственного водного реестра России и геоинформационной системы водохозяйственного районирования территории РФ, подготовленной Федеральным агентством водных ресурсов:
- Бассейновый округ — Ленский
- Речной бассейн — Лена
- Речной подбассейн — Алдан
- Водохозяйственный участок — Амга
- Код водного объекта — 18030600812117300049204[4].